# Saikhom Mirabai Chanu
Saikhom Mirabai Chanu (født 8. august 1994) er en indisk vægtløfter.
Hun repræsenterede Indien ved sommer-OL 2016 i Rio de Janeiro, hvor hun ikke afsluttede konkurrencen i 48 kg.
Under sommer-OL 2020 i Tokyo vandt hun sølv.